# Domenico Agostini

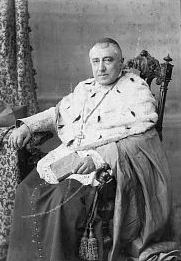
Domenico Agostini

Domenico Agostini (Treviso, 31 mei 1825 – Venetië, 31 december 1891) was een Italiaans geestelijke en kardinaal van de Katholieke Kerk.
Agostini bezocht het seminarie in zijn geboortestad en studeerde vervolgens aan de Universiteit van Padua, waar hij promoveerde in zowel de wijsbegeerte als het canoniek recht. Van 1848 tot 1850 diende hij in de civiele militie in de opstand tegen Oostenrijk. Hij werd op 26 januari 1851 priester gewijd. Paus Pius IX benoemde hem in 1871 tot bisschop van Chioggia en zes jaar later tot patriarch van Venetië. Tijdens het consistorie van 27 maart 1882 creëerde paus Leo XIII hem kardinaal. Hij kreeg de Sant'Eusebio als titelkerk, maar opteerde vier jaar later voor de titel van Santa Maria della Pace.
Hij overleed op oudejaarsavond 1891, op 66-jarige leeftijd.
Lorenzo Giustiniani · Giovanni Barozzi · Maffeo Gherardi · Thomas Donatus · Marco Cornaro · Gerolamo Querini · Pietro Francesco Contarini · Vincenzo Diedo · Giovanni Trevisan · Lorenzo Priuli · Matteo Zane · Francesco Vendramin · Giovanni Tiepolo · Federico Corner · Gianfranco Morosini · Alvise Sagredo · Gianalberto Badoaro · Pietro Barbarigo · Marco Gradenigo · Francesco Antonio Correr · Aloysius Foscari · Giovanni Bragadin · Fridericus Maria Giovanelli · Ludovico Flangini Giovanelli · Nicola Saverio Gamboni · Francesco Milesi · Ján Krstitel Ladislav Pyrker · Giacomo Monico · Pietro Aurelio Mutti · Angelo Ramazzotti · Giuseppe Luigi Trevisanato · Domenico Agostini · Giuseppe Melchiorre Sarto · Aristide Cavallari · Pietro La Fontaine · Adeodato Giovanni Piazza · Carlo Agostini · Angelo Giuseppe Roncalli · Giovanni Urbani · Albino Luciani · Marco Cé · Angelo Scola · Francesco Moraglia
- Gemeinsame Normdatei: 1070589683
- International Standard Name Identifier: 0000 0001 0922 9993
- Istituto Centrale per il Catalogo Unico: PALV044766
- Virtual International Authority File: 88967564
- WorldCat: E39PBJpjg4kVJfWtphj3VRQpfq